# Igigi
Igigi is een term die gebruikt wordt om te verwijzen naar de lagere goden (in tegenstelling tot de hogere goden, de Anunnaki). In het Sumerisch betekent igigi "diegenen die kijken en zien". De igigi (draken) zijn de kinderen van Tiamat (de zoutwatergodin). Tiamat liet hen strijden tegen de anunnaki, nadat Ea (Enki) haar gemaal Apsu (de zoetwatergod) had gedood, toen deze bezwaar had gemaakt tegen het lawaai van de jongere goden en hen wilde vernietigen. Tiamats zoon Kingu werd de leider van de elf igigi en bovendien Tiamats minnaar. Mardoek, de zoon van Ea en leider van de anunnaki, overwon Tiamat en haar igigi. Kingu's bloed werd gebruikt om de mensheid te scheppen.
De anunnaki kwamen voort uit Anu (hemelgod, vader van de goden). Anu en Ki (aardegodin) waren de kinderen van Anshar (Ansargal, hemelvader) en Kishar (Kisargal, aardemoeder). Anshar en Kishar waren de kinderen van Lahmu (ouder ster, 'modderige') en Lahamu, op hun beurt de kinderen van Apsu en Tiamat.
Het woord 'igigi' wordt soms geassocieerd met bloed, krankzinnigheid en wraak.
Er was ook een koning Igigi van het Akkadische rijk die regeerde vanaf ca. 2193 v.Chr. Hij veroverde de macht over Akkad na de dood van Shar-Kali-Sharri, maar deelde die macht met drie andere koningen (Nanum, Imi en Elulu). Zijn regering duurde slechts drie jaar.

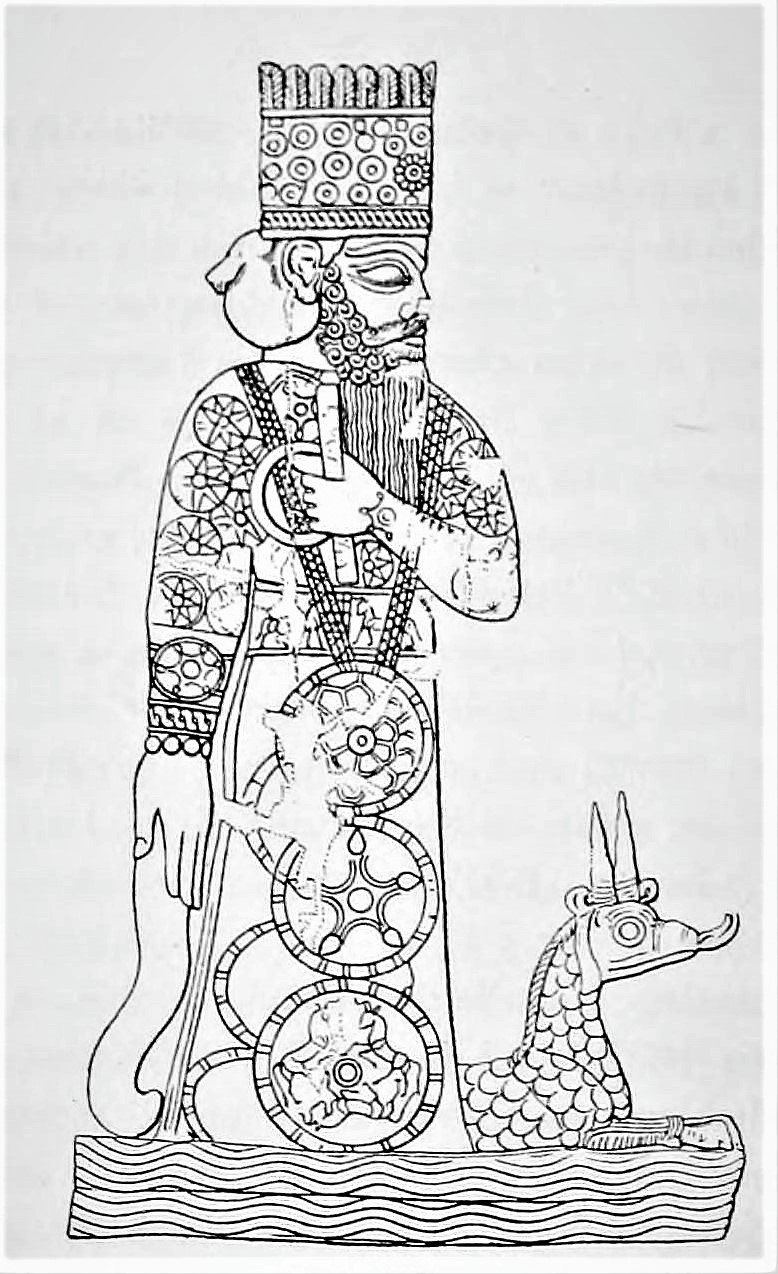
Mardoek en Mushussu

## Kingu en de elf igigi
De igigu Kingu was de leider over elf igigi:
- Basmu (giftige slang)
- Usumgallu (grote draak)
- Musmahhu (geëxalteerde slang)
- Mushussu (woedende slang)
- Lahmu (harige)
- Ugalla (groot weer-beest)
- Uridummu (dolle leeuw)
- Girtablullu (schorpioen-man)
- Umu dabrutu (gewelddadige stormen)
- Kulullu (vis-man)
- Kusarikku (stier-man)

## Igigi en anunnaki
De igigi ('monsters en slangen') komen voor in een assyrische-babylonische legende. In deze legende komt naar voren dat de igigi harde werkers waren die de Anunnaki dienden. Onder leiding van Kingu komen de igigi in opstand tegen de anunnaki en worden verslagen. Mardoek, leider van de anunnaki, neemt Kingu zijn Me af, de Tabletten van het Lot.

## Schepping van de Mens
Vervolgens wordt Kingu geofferd, omdat hij de leider van de rebelse igigi is. Zijn bloed én verstand worden door Ea (Enki) gemengd met klei en daar worden mannen en vrouwen van geboetseerd. Zo heeft de mens van binnen iets wat goddelijk is en tegelijk iets rebels . De mens stamt immers ten dele af van de opstandige igigu Kingu.

## Mardoek
De koning van de annunaki heette Marduk of Ashur. Deze laatste was de Assyrische god van de oorlog.